# Maria Adam
Maria Adam (Camagüey, Cuba, 24 de setembre de 1874) fou una notable pianista cubana de la que no hi ha quasi dades.
Descendent d'una distingida família de Camagüey, viatjà a Espanya en la seva infantesa, rebent a Galícia les primeres lliçons musicals. En el Conservatori de Madrid aconseguí els primers premis, conferint-se-li el títol de professora amb només tretze anys. També prengué part en alguns dels concerts que es donaren a La Granja de San Ildefonso, patrocinats per l'infanta Na Isabel.